# فرودگاه بورک
فرودگاه بورک (به انگلیسی: Bourke Airport) یک فرودگاه همگانی با کد یاتا BRK است که یک باند فرود آسفالت دارد و طول باند آن ۱۸۳۰ متر است. این فرودگاه در کشور استرالیا قرار دارد و در ارتفاع ۱۰۷ متری از سطح دریا واقع شده‌است.